# Góry Nadbrzeżne (Nowa Gwinea)
Góry Nadbrzeżne – łańcuch górski na północnym wschodzie Nowej Gwinei, w Papui-Nowej Gwinei, położony na półwyspie Huon i na zachodzie od niego, oddzielony od Gór Centralnych dolinami rzek Ramu i Markham. Dzieli się na dwa duże pasma (od zachodu na wschód): Finisterre (Mount Boising – 4125 m n.p.m.) i Saruwaged (Bangeta – 4121 m n.p.m.) oraz dwa mniejsze: Rawlinson i Cromwell Mountains.